# Sismo de Sujuão de 2008
O sismo de Sujuão de 2008 foi um violento sismo que abalou a zona de Wenchuan, na província de Sujuão, na República Popular da China às 14h28min04, hora local, (06h28min04 GMT) em 12 de maio de 2008. De magnitude 7,9 na Escala de Richter, de acordo com o Centro de Pesquisas Sismológicas da China e o United States Geological Survey. O sismo foi sentido em localidades tão longínquas quanto Pequim e Xangai, onde edifícios de escritórios balançaram com o impacto, Paquistão, Tailândia, e na capital do Vietnã, Hanói. A maior cidade próxima ao epicentro do terremoto é Chengdu, capital da província de Sujuão.
Estima-se que mais de 85 000 pessoas tenham falecido e mais de 358 000 tenham ficado feridas devido ao sismo, enquanto as buscas continuam. Na área de Mianzhu, perto do epicentro do sismo, e da cidade de Mianyang, houve um grande número de vítimas, assim como perto do condado de Beichuan Qiang, onde 80% das construções foram destruídas.
Uma réplica de forte intensidade ocorreu em 18 de maio às 01h08m locais.
O governo decretou três dias de luto nacional pelas vítimas mortais do sismo.

## Informação oficial
Os números oficiais de vítimas eram, a 21 de maio, de 41 353 mortes confirmadas, incluindo 40 854 só na província de Sujuão, e 274 683 feridos. O governo da República Popular da China alertou para a possibilidade de o número total de vítimas mortais poder chegar às 50 000. Há milhares de desaparecidos e aproximadamente 14 000 pessoas soterradas, em oito províncias. Foi o mais forte e mortífero sismo na China desde o sismo de Tangshan de 1976, que matou mais de 250 000 pessoas.

## Riscos ambientais
A descoberta de milhares de toneladas de produtos químicos perigosos e as fortes chuvas agravam a ameaça representada por um lago que se formou na cidade de Tangjiashan após o terremoto, e pelas fugas de material radioativo, provocadas pelo tremor de terra de 12 de maio. A província de Sujuão é a principal base de estocagem do arsenal nuclear chinês.
Cerca de 5 000 t de produtos químicos, dentre os quais o ácido sulfúrico e o ácido clorídrico, estavam estocados em diferentes locais, a jusante do lago, e tiveram que ser transferidas para lugares seguros. As autoridades também já retiraram mais de 150 000 habitantes dessas áreas, pois, segundo Alexander Densmore, sismólogo da Universidade de Durham na Grã-Bretanha, há grande possibilidade de ruptura súbita do reservatório, com inundação de extensas áreas na região. "Esses lagos, formados pelo deslizamento de terras, representam uma ameaça importante em regiões montanhosas e em vales estreitos, onde um pequeno volume de material pode provocar uma obstrução total."
Em Sujuão há um grande número de barragens hidráulicas, o que poderia significar a ocorrência de catástrofes em cadeia, se uma retenção natural transbordasse ou se uma barragem, fragilizada pelo sismo, se rompesse".